# 陸清源
陸清源（1604年—1645年），字嗣白，號岫青，浙江嘉興府平湖縣人，明朝政治人物。

## 生平
陕西提學副使陸光祚曾孫。崇禎六年（1633年）癸酉科浙江鄉試第十四名舉人，崇禎七年（1634年）聯捷甲戌科進士，授廣東增城縣知縣，鄰邑從化、龍門山菁险惡，劇寇嘯聚盤古洞，三省合兵剿之不克，制府張鏡心集属吏問计，清原獨曰：「寇據山谷，兵聚則散，兵散則聚，不若撫之，宜可解。」巡按李雲鴻是其議，委攝從化、龍門、東莞諸篆，耑任撫字，清原先揭示禍福，一日單騎抵賊巢，賊出不意，皆震慑請命。許以不殺，按籍散遣，境内獲安。十五年壬午（1642年）召對，陳时政十事，上嘉納之。擢雲南道御史，浙西白粮北運累民，疏請官解，著为令。巡按福建，道經淮安，疏言史可法兵單，根本重地恐不支，今援師雲集，宜悉留淮上，聽可法調用。不報。時张献忠已陷湖廣，波及江西，福建与江西接壤，賊寇蜂起，行部至漳州，賊梁良衆萬余攻城，清原计擒内奸辛泗等斬之，簡驍勇七百人，從間道击之，擒其副帥李寅，賊乃退。十七年甲申，京师不守，清原捐俸備甲仗，募兵三千勤王，請身討賊，疏上，为馬士英所格。乙酉赴命，在途聞金陵陷，慟曰：「某不獲從倪（元璐）、范（景文）諸臣殉先帝者，以奉簡書在外也。今已矣，天下事無可为！清原故閩吏，當還求死所耳！」乃間道入閩，從唐王朱聿键授都御史，上疏言閩越唇齿，宜亟饷越。即命清原渡岭犒師。時馬士英擁兵竄越閩，以其失君喪國，褫其名。士英遂激衆劫饷，投敕印于江，麾其将趙體元刃及清原，五指俱斷，幽禁舟中。
清軍渡钱塘，馬士英先一日遁逃，兵馬大潰，營弁沈起龍、毛有備强迫清原带领逃亡，清原曰：「浙江失，福建必不能守，去将安之？」遂投江死，年四十有二。乾隆四十一年追謚忠節。
李天植《挽岫青詩》：「御史真人傑，艱危洵備嘗。酬知惟血性，嫉惡有剛腸。不懼李希烈，寧殊張睢陽。英魂告知己，千載識遺芳。」

## 家族
曾祖陸光祚，己未進士、陕西提学副使；祖陸基誠，赠刑部主事；父陸錫命，中书舍人。

## 引用
1. ↑  《崇祯七年甲戌科进士履历便览》：陆清原，曾祖光祚，陕西提学副使，己未；祖基誠，赠刑部主事；父锡命，中书舍人。岫青，书二房，壬子年五月十二日生，嘉兴府平湖县，癸酉乡试，会一百四十八名，三甲二百二十六名，吏部观政，丙子授增城知县，壬午行取，考选云南道御史，巡按福建。
2. ↑  《平湖縣志》